# أندريه فريديرك
أندريه فريديرك (بالفرنسية: André Frédérique)‏ هو شاعر فرنسي، ولد في 27 فبراير 1915 في نانتير في فرنسا، وتوفي في 17 مايو 1957 بسبب تسمم.